# Crécy-au-Mont
Crécy-au-Mont és un municipi francès situat al departament de l'Aisne i a la regió dels Alts de França. L'any 2007 tenia 316 habitants.

## Demografia

### Població
El 2007 la població de fet de Crécy-au-Mont era de 316 persones. Hi havia 125 famílies de les quals 30 eren unipersonals (17 homes vivint sols i 13 dones vivint soles), 52 parelles sense fills, 26 parelles amb fills i 17 famílies monoparentals amb fills.
La població ha evolucionat segons el següent gràfic:
Habitants censats

### Habitatges
El 2007 hi havia 163 habitatges, 126 eren l'habitatge principal de la família, 19 eren segones residències i 19 estaven desocupats. 159 eren cases i 1 era un apartament. Dels 126 habitatges principals, 99 estaven ocupats pels seus propietaris, 25 estaven llogats i ocupats pels llogaters i 2 estaven cedits a títol gratuït; 4 tenien una cambra, 5 en tenien dues, 19 en tenien tres, 41 en tenien quatre i 56 en tenien cinc o més. 85 habitatges disposaven pel capbaix d'una plaça de pàrquing. A 53 habitatges hi havia un automòbil i a 63 n'hi havia dos o més.

### Piràmide de població
La piràmide de població per edats i sexe el 2009 era:
| Homes | Edats   | Dones |
| ----- | ------- | ----- |
| 0     | 95 o +  | 0     |
| 0     | 90 a 94 | 0     |
| 0     | 85 a 89 | 0     |
| 0     | 80 a 84 | 4     |
| 4     | 75 a 79 | 4     |
| 4     | 70 a 74 | 8     |
| 0     | 65 a 69 | 8     |
| 8     | 60 a 64 | 4     |
| 0     | 55 a 59 | 4     |
| 8     | 50 a 54 | 16    |
| 24    | 45 a 49 | 12    |
| 16    | 40 a 44 | 12    |
| 16    | 35 a 39 | 16    |
| 8     | 30 a 34 | 8     |
| 8     | 25 a 29 | 4     |
| 8     | 20 a 24 | 8     |
| 12    | 15 a 19 | 4     |
| 32    | 10 a 14 | 4     |
| 8     | 5 a 9   | 16    |
| 8     | 0 a 4   | 4     |

## Economia
El 2007 la població en edat de treballar era de 208 persones, 150 eren actives i 58 eren inactives. De les 150 persones actives 136 estaven ocupades (82 homes i 54 dones) i 15 estaven aturades (9 homes i 6 dones). De les 58 persones inactives 24 estaven jubilades, 6 estaven estudiant i 28 estaven classificades com a «altres inactius».

### Ingressos
El 2009 a Crécy-au-Mont hi havia 113 unitats fiscals que integraven 292 persones, la mediana anual d'ingressos fiscals per persona era de 15.679 €.

### Activitats econòmiques
Dels 10 establiments que hi havia el 2007, 2 eren d'empreses de construcció, 4 d'empreses de comerç i reparació d'automòbils, 1 d'una empresa de transport, 1 d'una empresa d'informació i comunicació i 2 d'empreses immobiliàries.
Dels 5 establiments de servei als particulars que hi havia el 2009, 2 eren tallers de reparació d'automòbils i de material agrícola, 1 lampisteria, 1 electricista i 1 agència immobiliària.
L'any 2000 a Crécy-au-Mont hi havia 4 explotacions agrícoles.

## Equipaments sanitaris i escolars
El 2009 hi havia una escola elemental integrada dins d'un grup escolar amb les comunes properes formant una escola dispersa.

## Poblacions més properes
El següent diagrama mostra les poblacions més properes.